# Droga wojewódzka 864
Die Droga wojewódzka 864 (DW864) ist eine 4,4 Kilometer lange Droga wojewódzka (Woiwodschaftsstraße) in der Woiwodschaft Karpatenvorland in Polen. Die Strecke im Powiat Lubaczowski verbindet zwei weitere Woiwodschaftsstraßen.

## Streckenverlauf
Woiwodschaft Karpatenvorland, Powiat Lubaczowski
-  Nowy Lubliniec (DW863)
-  Żuków (DW865)